# Lycognathophis seychellensis
Lycognathophis seychellensis (сейшельська вовча змія) — вид змій родини полозових (Colubridae). Ендемік Сейшельських Островів. Це єдиний представник монотипового роду Lycognathophis.

## Опис
Довжина сейшельської вовчої змії становить 1 м, враховуючи хвіст довжиною 31 см. Верхня частина тіла жовтувавто-коричнева або сірувато-коричнева, рівномірна або поцяткована темно-бурими плямами. З боків голови, через очі, проходить темні смуги. Верхня губа жовтувата, зазвичай з бурими крями. На нижній частині спини є чотири серії коричневих плям. на хвості вони зливаються в смуги. Нижня частина тіла жовтувата з коричневими краями, на грудях є коричневі плями. На верхній щелепі є 20-22 рівновеликих зуба. Передні нижньощелепні зуби дуже великі, набагато більші, ніж задні. Голова помітно відділена від шиї. Зіниці вертикальні. Тіло видовжене, спинна луска кілеподібна, формує 17 рядів. Хвіст довгий, анальна луска розділена, субкаудальна парна. Вентральних лусок 184-202, субкаудальних 92-110.

## Поширення і екологія
Сейшельські вовчі змії мешкають на островах Мае, Силует, Праслен, Арід і Фрегат в архіпелагі Сейшельських островів. Вони живуть у первинних і вторинних тропічних лісах. Ведуть денний спосіб життя, живляться сцинками і геконами.

## Збереження
МСОП класифікує цей вид як такий, що перебуває під загрозою зникнення. Lycognathophis seychellensis загрожує знищення природного середовища і хижацтво з боку інтродукованих мурах Anoplolepis gracilipes.